# Столярчук, Анатолий Аркадьевич
Анато́лий Арка́дьевич Столярчу́к (14 декабря 1949, Каменец-Подольск, Хабаровский край — 8 февраля 2024, Санкт-Петербург) — советский и российский архитектор. Заслуженный архитектор Российской Федерации и советник Российской академии архитектуры и строительных наук (2006). Член-корреспондент Международной академии архитектуры (Московский филиал), член правления Санкт-Петербургского Союза архитекторов, председатель НП «Объединение архитектурных мастерских» (2011).

## Биография
Анатолий Аркадьевич Столярчук родился 14 декабря 1949 года в Каменец-Подольске Хабаровского края.
В 1973 году окончил архитектурный факультет института живописи, скульптуры и архитектуры имени И. Е. Репина (мастерская С. Б. Сперанского).
С 1973 по 1974 гг. работал архитектором в институте Ленпромстройпроект.
С 1974 по 1975 гг. служил в армии.
С 1975 по 1989 гг. работал в институте ЛенНИИпроект.
с 1978 года — член Союза архитекторов России.
С 1989 по 1998 гг. — руководитель архитектурно-планировочной мастерской в институте ЛенЗНИИЭП.
С 1998 года — генеральный директор ООО «Архитектурная мастерская Столярчука».
Доцент на факультете архитектуры в Санкт-Петербургском государственном академическом институте живописи, скульптуры и архитектуры имени И. Е. Репина.
За заслуги в развитии современной архитектуры Санкт-Петербурга и большой личный вклад в создание в городе ряда значительных объектов жилищно-социального назначения, указом Президента России № 501 от 22 мая 2006 года Анатолий Аркадьевич Столярчук был удостоен звания «Заслуженный архитектор Российской Федерации».

## Проекты и постройки
- Крытый тренировочный каток с трибунами на 1500 зрителей на ул. Бутлерова, 36;
- Жилой дом со встроенными помещениями и гаражом на ул. Профессора Попова, 27;
- 9 гипермаркетов «ЛЕНТА» в различных районах города;
- Центр Досуга с апартаментами на Невском пр., 126/2;
- Торговый центр на пр. Добролюбова, 20;
- Коммерческий центр и часовня на Сенной пл., 2;
- 2 гипермаркета «МЕТРИКА» на Пулковском шоссе, 53 и на Выборгском шоссе, 214;
- 2 гипермаркета «КАСТОРАМА» на Дальневосточном пр., 16, к.2 и на Пулковском шоссе, 17;
- Торговый центр «КАМЕНКА» на Глухарской ул., 9;
- Жилой дом на ул. Руднева, 9, к.3;
- Жилой комплекс со встроенными помещениями и гаражом на ул. Ушинского, 2, корп. 1;
- 9 магазинов «НОРМА» в различных районах города;
- Логистический транспортный интермодальный комплекс в Шушарах, Реконструкция здания под административные цели на пр. Чернышевского, 18;
- Центр социальной реабилитации инвалидов и детей-инвалидов на ул. Чудновского, 4, корп.1;
- Автобусная станция у Ладожского вокзала;
- 2 Молодёжных досуговых центра на Богатырском пр., 44 и на ул. Передовиков 16, к.2;
- Офисно-складской корпус со встроенной столовой на пр. Обуховской обороны, 120;
- Торговый комплекс на Богатырском пр., 54.